# Acanthobrama lissneri
Acanthobrama lissneri är en fiskart som beskrevs av Tortonese 1952. Acanthobrama lissneri ingår i släktet Acanthobrama och familjen karpfiskar. IUCN kategoriserade 2009 arten globalt som livskraftig, men 2014 som nära hotad. Inga underarter finns listade i Catalogue of Life.